# Mistrzostwa świata w biegach ulicznych
Mistrzostwa świata w biegach ulicznych – zawody lekkoatletyczne zorganizowane przez IAAF w latach 2006–2007 i ponownie od 2023 roku. Podczas pierwszej edycji imprezy zawodnicy rywalizowali w biegu na 20 kilometrów, a podczas drugiej w półmaratonie. Mistrzostwa zastąpiły rozgrywane od 1992 roku mistrzostwa świata w półmaratonie. Ostatecznie po dwóch edycjach światowe władze lekkoatletyczne postanowiły, że od 2008 roku do kalendarza powrócą zawody w półmaratonie, a mistrzostwa w biegach ulicznych ulegną likwidacji. Tę imprezę lekkoatletyczną reaktywowano w 2023, gospodarzem zmagań była stolica Łotwy, Ryga, a w programie mistrzostw znalazły się bieg na milę, bieg na 5 kilometrów oraz półmaraton.

## Edycje
| Edycja | Miasto    | Kraj              |
| ------ | --------- | ----------------- |
| 2006   | Debreczyn | Węgry             |
| 2007   | Udine     | Włochy            |
| 2023   | Ryga      | Łotwa             |
| 2025   | San Diego | Stany Zjednoczone |
| 2026   | Kopenhaga | Dania             |